# Ein Hoch der Liebe
Ein Hoch der Liebe war der deutsche Beitrag zum Eurovision Song Contest 1968, der von der norwegischen Sängerin Wencke Myhre in deutscher Sprache gesungen wurde. Myhre belegte mit elf Punkten den sechsten Platz.
Sie war die erste von drei skandinavischen Schlager-Künstlerinnen, die Deutschland Ende der 1960er und Anfang der 1970er Jahre beim Wettbewerb vertraten. Im darauffolgenden Jahr 1969 folgte die Schwedin Siw Malmkvist Deutschland mit dem Titel Primaballerina. Die Dänin Gitte Hænning trat 1973 mit dem Titel Junger Tag für Deutschland an.

## Inhalt
Ein Hoch der Liebe wurde international von Sängerinnen wie Birthe Kjær (in Dänisch Sig Ja Til Kærlighed), Patricia Paay (in Niederländisch Dat Is De Liefde) oder Simone de Oliveira (in Portugiesisch Viva O Amor) aufgenommen.
Myhre selbst nahm das Lied auf Norwegisch und Schwedisch auf.

## Chartplatzierungen
| ChartsChartplatzierungen | Höchstplatzierung | Wochen |
| ------------------------ | ----------------- | ------ |
| Deutschland (GfK)        | 18 (4 Wo.)        | 4      |
| Österreich (Ö3)          | 17 (4 Wo.)        | 4      |